# Геологічна епоха
Епоха геологічна (рос. эпоха геологическая, англ. geological epoch, нім. geologische Epoche f) — підрозділ геохронологічної шкали, що відповідає часові утворення відкладів одного геологічного відділу.
Складова частина геологічного періоду, поділяється на геологічні віки.
Абсолютна тривалість більшості епох — 10—30 млн років.
Поточна геологічна епоха — голоцен.

## Інтернет-ресурси
- The current version of the International Chronostratigraphic Chart can be found at stratigraphy.org/chart
- Interactive version of the International Chronostratigraphic Chart is found at stratigraphy.org/timescale
- A list of current Global Boundary Stratotype and Section Points is found at stratigraphy.org/gssps
- NASA: Geologic Time